# Raymond Laplante
Raymond Laplante (Québec, 11 novembre 1917 - 14 mars 1988) est un journaliste canadien québécois, surtout connu comme présentateur de nouvelles et animateur à la radio et à la télévision de Radio-Canada, durant 40 ans (1943-1982).

## Biographie
Né à Québec le 11 novembre 1917, Raymond Laplante fait ses débuts radiophoniques à la station CHRC de Québec en 1941. Après un passage à la station CJBR de Rimouski, il entre au service de la Société Radio-Canada en avril 1943,. Il lit alors des nouvelles, des textes documentaires et de la poésie.
Dans les années 1950, il participe notamment aux émissions de radio Réveil rural, puis de télévision Les Travaux et les Jours et Carrefour. En 1955, il est l'annonceur de Wigwam et Totem, une émission sur les Amérindiens.
Père de famille, Raymond Laplante a eu cinq enfants. Dans ses loisirs, il s'adonnait à la lecture et à la photographie.
Raymond Laplante fut l'un des derniers « annonceurs généralistes » de Radio-Canada, capables d'animer aussi bien des émissions économiques, telles Familles d'aujourd'hui (avec Jeanne Sauvé) ou Consommateurs avertis, que des émissions d'informations générales comme Aujourd'hui ou Dialogues.
Raymond Laplante fut, avec Henri Bergeron, l'un des grands défenseurs de la qualité du français parlé sur les ondes de Radio-Canada. Il est, dès 1968, « annonceur conseil » pour la Société, fonction qu'il continue de remplir pour rendre service même après sa retraite qui survient en 1982.
Il meurt le 14 mars 1988.
Le fonds d'archives de Raymond Laplante (P885) est conservé au centre d'archives de Montréal de Bibliothèque et Archives nationales du Québec.